# Parafia św. Rozalii z Palermo w Radziechowicach
Parafia św. Rozalii z Palermo w Radziechowicach – parafia rzymskokatolicka, znajdująca się w archidiecezji częstochowskiej, w dekanacie Radomsko – NSPJ.